# Santo António (Ponta Delgada)
Santo António es una freguesia portuguesa perteneciente al municipio de Ponta Delgada, situado en la Isla de São Miguel, Región Autónoma de Azores. Posee un área de 11,73 km² y una población total de 2 004 habitantes (2001). La densidad poblacional asciende a 170,8 hab/km². Se encuentra a una latitud de 37°35'N y una longitud 25°34'O. La actividad principal es la agricultura. El océano Atlántico se encuentra al norte.

## Freguesiasadyacentes
- Capelas
- Feteiras
- Santa Bárbara
- Sete Cidades

- Datos: Q2354736
- Multimedia: Santo António (Ponta Delgada) / Q2354736